# Родіонов Сергій Петрович
Сергі́й Петро́вич Родіо́нов  (рос. Сергей Петрович Родионов; 8 жовтня 1898, Загорськ — † 2 травня 1961) — вчений-петрограф, дослідник родовищ залізних руд України, доктор геолого-мінералогічних наук (1947), професор (1947), член-кореспондент АН УРСР (1951), професор Криворізького гірничо-геологічного інституту, Київського гірничо-геологічного інституту і Київського держуніверситету імені Т. Шевченка (1950–1961).

## Біографія
Народився 8 жовтня 1898 року в місті Загорську (тепер Московської області) в селянській родині. Навчався у міському училищі до 1914 року.
У 1918 році вступив добровольцем до Червоної армії, де пройшов шлях від рядового до полковника — командира батальйону зв'язку.
Після закінчення громадянської війни С. П. Родіонов перебував на військовій службі на Дніпропетровщині і паралельно навчався заочно на геологорозвідувальному відділенні Катеринославського гірничого інституту. У 1929 році одержав диплом гірничого інженера-геолога і почав працювати асистентом на кафедрі мінералогії у кристалографії цього ж інституту.
У 1931 році директивні органи призначили С. П. Родіонова директором і головним інженером Криворізької геологорозвідувальної бази. У 1935 році перейшов на роботу у Київ на посаду начальника науково-дослідного сектора Геолкому. Тут він опрацьовував матеріали по Криворізькому залізорудному басейну і читав курси з кристалографії
у Київському гірничо-геологічному інституті і Київському геологорозвідувальному технікумі.
У 1938 році Сергій Петрович перейшов на наукову роботу в Інститут геологічних наук АН УРСР, де очолив відділ великого Кривого Рогу. У травні 1939 року він успішно захистив кандидатську дисертацію на тему «Кременчуцький залізорудний басейн» і був призначений
заступником директора з наукової роботи ІГН. У цей період публікується низка його наукових праць, зокрема «Железорудные месторождения Украины» (1939) і «Геологическая интерпретация магнитных аномалий Большого Кривого Рога» (1941).
На початку німецько-радянської війни С. П. Родіонов був мобілізований до лав Червоної Армії. Він командував окремим саперним батальйон на Північно-Західному, Сталінградському та 4-му Українському фронтах. Наприкінці 1944 року його було відкликано з армії і призначено головним геологом Українського геологорозвідувального управління.
У 1946 році вчений повертається до наукової роботи в ІГН АН УРСР. Протягом 1946–1961 років перебував на посаді директора геологічного музею ІГН, де за його ініціативою було засновано відділ регіональної геології. В цей же період він захищає докторську дисертацію на тему «Метаморфізм кристалічних сланців Великого Кривого Рогу». У 1945–1952 роках він очолював кафедру мінералогії і кристалографії, а у 1949–1957 роках був також деканом геологічного факультету Київського університету.

Могила Сергія Родіонова

Через тяжку хворобу і перенесену операцію С. П. Родіонов жив і працював лише з однією легенею. 2 травня 1961 року на 63 році життя Сергій Петрович Родіонов раптово помер. Поховали його в Києві на Байковому кладовищі.

## Наукова і громадська робота
Опублікував близько 100 наукових праць. Поряд з дослідженнями залізорудних формацій України вчений займався також вивченням архейських утворень Українського щита, в тому числі порід тетерево-бузької серії, до якої належали чарнокітовий комплекс, а також карбонатні інтрузії.
Важливими працями С. П. Родіонова були:
- «Орехово-Запорожский комплекс кристаллических сланцев» (1946);
- «Контактные процессы Кривого Рога» (1948);
- «Прогнозная карта Большого Кривого Рога» (1949);
- «Ингулецкий кристаллический комплекс» (1950);
- «Закономерности размещения формаций в докембрии УССР» (1954);
- «Железные руды УССР» (1958);
- «Ксенолиты скарноидов в гниванских гранитоидах» (1957);
- «Пегматиты чарнокитов Подолии» (1958);
- «Генезис чарнокитов Украины» (1958).

С. П. Родіонов вперше охарактеризував геологічну будову нового Кременчуцького залізорудного басейна. В останніх своїх працях вчений дійшов висновку, що розташування залізорудних формацій у докембрійських породах України обумовлені в основному розвитком саксаганської геосинкліналі, починаючи з фази осадконагромадження в ній і закінчуючи процесами
магматизму і метаморфізму у гороутворюючу фазу.
Значний інтерес являють собою праці професора Родіонова, пов'язані з історією розвитку геологічних наук, зокрема такі як «Геологические науки в Киевском университете (XIX и начало ХХ века). Очерки по истории геологических знаний» (1954). У них висвітлюється історія і коротка характеристика
засновників та учнів київської школи геологів — Е. К. Гофмана, К. М. Феофілактова, П. А. Тутковського, В. Ю. Тарасенка, П. М. Чирвінського, В. І. Лучицького.
С. П. Родіонов був прекрасним педагогом. Аудиторії, де він читав курси кристалографії, мінералогії і корисних копалин, завжди були переповнені слухачами. З-під пера вченого побачили світ такі науково-популярні брошури як:
- «Вулкани і землетруси» (1947),
- «Походження залізної руди та способи її обробки» (1947),
- «Кам'яне вугілля» (1948),
- «Геологічне минуле України і багатства її надр» (1955),
- «Як люди дізналися про внутрішню будову Землі» (1956);
- «В глибоких надрах Радянської України» (1958) та багато інших.

Наукова, педагогічна і громадська діяльність вченого не заважали йому завжди перебувати в гущі геологічного життя. Він консультував багато виробничних геологічних організацій, був учасником всесоюзних нарад і конференцій, присвячених різним геологічним проблемам.

## Вшанування
У Буцькому каньйоні на Черкащині на честь вченого названо одну зі скель — «Скеля Родіонова».